# Helga Kohl
Helga Kohl est une photographe née en 1943 en Silésie, travaillant  en Namibie et de nationalité namibienne. Elle est connue notamment pour son travail sur les villes abandonnées des mines de diamants en Namibie. Elle est membre de l'association Professional Photographers in Southern Africa (PPSA) et ses œuvres ont été exposées et collectionnées dans le monde entier.

## Biographie
Helga Kohl est née en 1943 en Silésie, en Pologne. Elle émigre avec sa famille en Allemagne de l'Ouest en 1958. Elle y étudie la photographie à Münster. En 1970, Helga Kohl s'installe en Namibie, et y devient photographe indépendante cinq ans plus tard, en 1975,.
Elle rejoint l'association Professional Photographers in Southern Africa (PPSA) en 1989, et obtient une bourse de recherche en photographie d'art en 1998.
Elle consacre ses travaux photographiques à l’architecture, mais aussi à des artistes namibiens pour le compte de la National Art Gallery of Namilia. Tout au long des années 1990, elle organise des expositions individuelles à Windhoek, Swakopmund et au Cap, et répond à des commandes. Elle choisit également de travailler à titre personnel sur les sites abandonnées d'extraction de diamants,. Elle participe à des expositions collectives à Windhoek et Johannesbourg, ainsi qu'à plusieurs biennales de la Standard Bank Namibia, dont elle a remporté le premier prix en 2001.
Ses photographies ont été présentées aux Rencontres africaines de la photographie de 2005, à Bamako, au Mali, notamment sur l’ancien site minier de Kolmanskop ,, après quoi elles ont été exposées à l'échelle internationale et ont fait l'objet d'une donation aux archives nationales de Namibie,.
En 2007, Helga Kohl expose  aux Rencontres de la photographie d'Arles et commence une résidence artistique à Brême. Ses photographies sont également présentées dans une exposition en 2013 au Musée national d'Art africain de Washington, Earth Matters : Land as Material and Metaphor in the Arts of Africa. En 2019, plusieurs de ses oeuvres intègrent la collection permanente de ce musée. Les œuvres d’Helga Kohl font aussi partie de collections privées internationales et de la collection publique de la National Art Gallery of Namibia.

## Travaux
Un de ses ensembles de photos les plus connus  concernent ses photographies sur les sites abandonnées d'extraction de diamants. Dans un premier temps, il s’agit du site de Kolmanskop dans le sud du désert du Namib, qu’elle a découvert dès 1971. Les photographies d’Helga Kohl montrent comment la nature et notamment des dunes de sable se réapproprient la ville minière, en grande partie abandonnée en 1954. Elle est retournée sur le site pendant plusieurs décennies pour capturer les changements de lumière, d'ombre et l’évolution architecturale,,. « J'observais chaque maison, chaque recoin. J'observais les portes figées par les monticules de sable. Parfois, je restais dans une pièce juste pour écouter le vent, regarder les variations de lumière sur le sable. Un jour, enfin, je fus prête pour saisir ces espaces transfigurés par la nature », raconte-t-elle. Une autre série d’Helga Kohl, publiée en 1997, Elisabeth Bay, est consacrée au site d'extraction de diamants du même nom, un autre centre minier lui aussi abandonné en Namibie. La mine a été active entre 1908 et 1948. Ses photos documentent les vestiges de l'occupation de la ville minière.